# Pherecardia
Pherecardia is een geslacht van borstelwormen uit de familie Amphinomidae. De wetenschappelijke naam van het geslacht werd in 1886 voor het eerst gepubliceerd door Rutgerus (Rutger) Horst. Horst beschreef de soort Pherecardia lobata aan de hand van een incompleet exemplaar uit de verzameling van het Rijksmuseum van Natuurlijke Historie in Leiden; de herkomst van het dier was niet bekend.
Pherecardia lobata wordt tegenwoordig beschouwd als een synoniem van Pherecardia striata (Kingberg, 1857).

## Soorten
- Pherecardia maculata Imajima, 2003
- Pherecardia parva (Horst, 1912)
- Pherecardia polylamellata Silva, 1960
- Pherecardia quinquemaculata (Augener, 1927)
- Pherecardia striata (Kinberg, 1857)